# Nguyễn Mạnh Tiến (khoa học gia)
Nguyễn Mạnh Tiến là một nhà khoa học hàng không vũ trụ người Mỹ gốc Việt. Hiện ông đang làm việc cho hãng Raytheon, Hoa Kỳ. Ông có học vị Tiến sĩ.

## Tiểu sử
Nguyễn Mạnh Tiến sinh năm 1957 tại Sài Gòn (hiện nay là T.P. Hồ Chí Minh), Việt Nam. Thời kỳ học trung học, ông học tại Trường Trung học Chu Văn An và sau đó ông rời khỏi Việt Nam đi Hoa Kỳ năm sau sự kiện 30 tháng 4, năm 1975.
Tại Mỹ, ông bắt đầu lại cuộc sống mới bằng việc đi phụ việc trong một khách sạn và học tiếng Anh. Sau đó khoảng vài năm, ông bắt đầu đi học lại Đại học Bang Califortnia ở Fullerton. Tại đây, ông lấy bằng cử nhân sau 3 năm rồi rồi sau đó ông học tiếp ở Đại học bang California tai San Diego (UCSD) lấy bằng Thạc sĩ thứ 2 về Viễn thông, rồi sau đó là Đại học Pacific Colombia ông lấy bằng Tiến sĩ chuyên ngành Kỹ Sư điện, đây là bằng tiến sĩ đầu tiên của ông.. Sau đó ông làm việc cho NASA và tiếp tục lần lượt bằng lấy bằng Thạc sĩ thứ 3 về Toán và tiến sĩ thứ 2 về Toán kỹ thuật tại The Claremont Graduate University Ở bang California. Đồng thời, ông cũng học xong mọi lớp và thi đậu "comprehensive exam" cho bằng Thạc sĩ thứ 4 về Digital Signal Processing" tại Đại học Bang California Long Beach (CUSLB). Ông lấy được hai chứng chỉ Certified Manufacturing Technologist (Kỹ thuật viên Chế tạo cao cấp) and Certified EMC Engineer (Kỹ sư Điện từ Tương thích Cao cấp) lần lượt năm 1984 và năm 1990.
Ông làm cho NASA từ 1986 tới 1996 với vai trò đại diện của NASA tại Ủy ban quốc tế Tư vấn về các hệ thống dữ liệu vũ trụ (Consultative Committee for Space Data System - CCSDS) và đồng thời là biên tập viên cho kỷ yếu CCSDS Proceedings on RF and Modulation từ 1989 đến 1993. Sau đó, ông gia nhập tập đoàn hàng không vũ trụ Aerospace Corporation, tham gia nghiên cứu về hệ thống tên lửa phòng thủ Hoa Kỳ.
Hiện nay, ông đang là một kỹ sư trưởng (Chief Engineer) và Quån Lý (Program Manager) những Dự Án Tiên Tiến (advanced programs) của tập đoàn Raytheon .

## Sự nghiệp khoa học và giải thưởng
Từ năm 1985 cho đến 1995, Nguyễn Mạnh Tiến là tác giả của trên 65 bài nghiên cứu, sách báo khoa học (số liệu năm 1996 của VACETS - Vietnamese Association For Computing,Engineering Technology ang Science). Từ năm 1995 cho đến nay ông viết thêm vào khoảng 190 bài nghiên cứu và sách báo khoa học. Ông còn là một nhà phê bình của các hội nghị ICC, GlobCom, International Conference về EMC, IEEE Transactions về Communications, và IEE Proceedings.
Ông còn là một nhà phê bình của các hội nghị IEEE ICC, IEEE GlobCom, IEEE International Conference về EMC, IEEE Transactions về Communications, và IEE Proceedings. Ông hiện có hơn chục văn bằng sáng chế trong lĩnh vực vệ tinh, truyền thông di động, và các hệ thống radar.
Ông còn là thành viên được bầu của Phi Phi Kapa, Sigma Xi, Học viện Khoa học New York, Hiệp hội vì sự tiến bộ Khoa học Hoa Kỳ, Viện Kỹ sư Điện Hoa Kỳ và Điện tử, Viện Hàng không và Vũ Trụ Hoa Kỳ,May Society.
Trước năm 1996, các giải thưởng ông nhận được gồm Học bổng San Diego, giải thưởng California State University Foundation, luận án Tiến sĩ tốt nhất của năm 1995, giải thưởng Bendix quản lý Câu lạc bộ, hai giải thưởng IEEE, ba giải thưởng danh dự của NASA, 23 giải thưởng NASA TechBrief.. Từ năm 1996 cho tới nay, các giải thưởng ông nhận được gồm 3 giải thưởng Raytheon Innovative, 2 giải thưởng Raytheon Inventor, 12 giải thưởng Aerospace Inventor,3 giải thưởng Aerospace Division, 4 giải thưởng Aerospace Performance, và 1 giải thưởng IEEE.
Ông được lựa làm biểu tượng người Mỹ gốc Việt (Vietnamese-American Role Model) bởi đài Truyền hình KCSI-TV, Băng Tầng 18. Ông được lựa làm Người Mỹ gốc Á (Asian Pacific American Man of the Year) năm 2000. Tiểu sử của ông đăng trong những Tuyển Tập Danh Nhân "Marquis Who's Who in Science and Engineering" và "Who's Who in America.".
Ông từng làm cố vấn kỹ thuật cho một dự án tại đại học tiều bang California ở Los Angeles, và là thành viên của ủy ban Tư vấn kỹ nghệ (Industry Action Council) cho đại học kỹ thuật của tiều bang California ở Pomona (California State Polytechnic University Pomona).